# Greystones
Greystones (irsky Na cloche Liatha) je město ve východní části Irska, v hrabství Wicklow. K roku 2011 zde žilo 17 080 obyvatel. Jedná se o druhé nejlidnatější město v hrabství a je součástí dublinské aglomerace.

## Poloha
Greystones je přístavní město na pobřeží Irského moře, na východním úpatí Wicklow Mountains. Leží 27 kilometrů jihovýchodně od centra Dublinu a 7 kilometrů jižně od Bray. Město je významnou turistickou destinací s pobřežní promenádou začínající od Bray Head a plážemi, zejména Blue Flag beach.

## Doprava
Nachází se na křižovatce cest R761 a R762, západně od města prochází důležitá cesta N11. Městem také prochází hlavní železniční trať Dublin (Connoly Station) - Wexford - Rosslare Harbour, na místní stanici končí soupravy dublinské rychlodráhy DART. S Dublinem je spojeno městskými linkami č. 84, 84x a 184.

## Zajímavosti
Natáčel se zde film Taffin s Piercem Brosnanem.